# Hnízdo

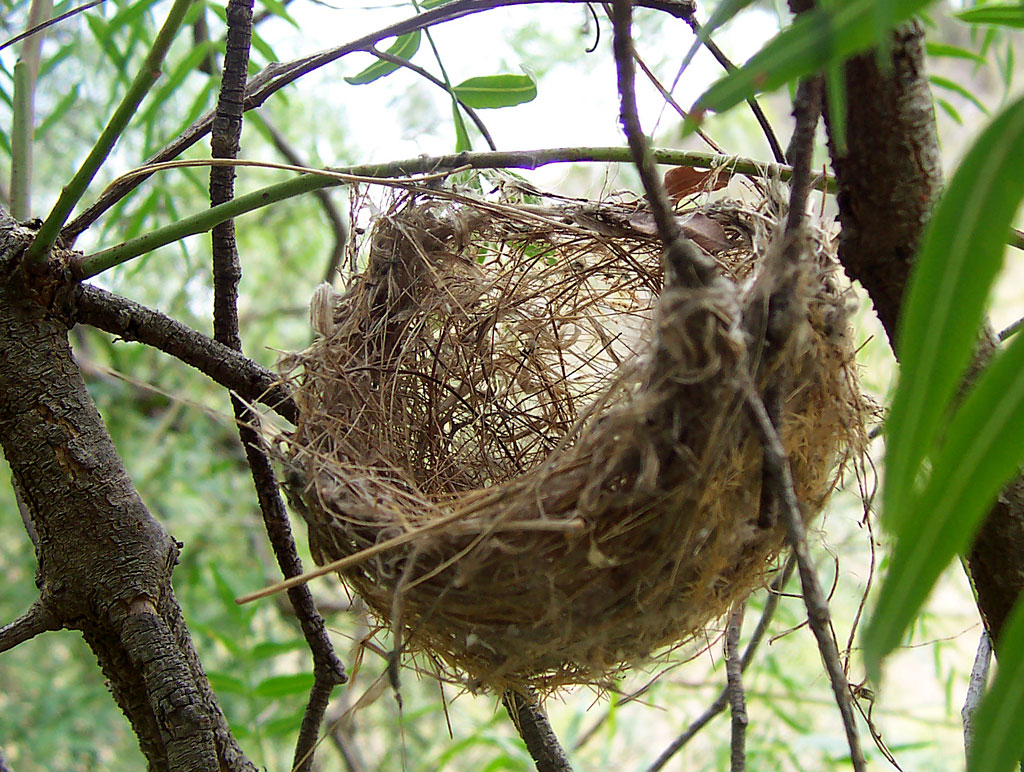
Hnízdo

Hnízdo je příbytek (konkrétní místo), v němž někteří živočichové kladou vajíčka, sedí na nich a/nebo vychovávají v něm své potomstvo. Příbytek může být přirozeného původu (například trhlina ve skále), který si živočich jen upraví, může být živočichem cíleně a zcela vybudován (vlaštovčí hnízdo), případně může být převzat po živočichovi jiném. Některé druhy kladou tajně svá vajíčka do cizích hnízd do cizí snůšky, jejíž rodiče se pak o jejich mláďata starají (tzv. hnízdní parazitismus). Nejznámějším případem jsou některé kukačky, například kukačka obecná.
U druhů (resp. rodů), které si svá hnízda staví samy, lze podle typu hnízda určit jeho stavitele.
Pro ptáky, kteří hnízdí v dutinách, lidé někdy budují hnízda umělá. Nejběžnějším typem je ptačí budka.
Hnízda si staví nejen ptáci, ale i savci, ryby, plazi a hmyz.